# MuPAD
MuPAD је рачунарски алгебарски систем. Првобитно развијан од стране MuPAD истраживачке групе на универзитету у Падерборну, у Немачкој, док 1997. развој није преузела фирма SciFace Software GmbH & Co. KG у кооперацији са MuPAD развојном групом и партнерима са осталих универзитета.
До јесени 2005., верзија "MuPAD Light" је била у понуди бесплатно у сврхе истраживања и едукације. Како се матични институт развојне групе MuPAD угасио, само је верзија "MuPAD Pro" постала доступна за куповину.
Језгро MuPAD-а је у пакету са додацима Scientific Notebook и Scientific Workplace. Претходне верзије MuPAD Pro-a су биле у пакету са језиком SciLab. У верзији MathCAD 14, Mupad је преузет као CAS покретач.
Септембра 2008, SciFace је купљен од стране корпорације MathWorks а MuPAD код је укључен у Symbolic Math Toolbox додатак за MATLAB. 28. септембра 2008., MuPAD је повучен са тржишта као софтверски производ. Још увек је доступан унутар алата Symbolic Math Toolbox у MATLAB-у и може се користити као аутохтони програм.

## Фукнционалност
MuPAD нуди:
- рачунарски алгебарски систем за симболичку манипулацију формулама
- класичну и верификовану нумеричку анализу са дискретном прецизношћу
- програмске пакете за линеарну алгебру, диференцијалне једначине, теорију бројева, статистику и функционално програмирање
- интерактивни графички систем који подржава анимацију и транспарентна поља у три димензије
- програмски језик који подржава објектно-оријентисано програмирање и функционално програмирање

Често коришћене команде су доступне путем система менија. MuPAD нуди концепт радне свеске сличан осталим системима за обраду текста који дозвољава формулацију математичких проблема као и графичку визуелизацију и објашњења у форми форматираног текста.
MuPad не подржава NIST 4.37 дефиницију за инверзни хиперболички косинус.
Могуће је проширити MuPAD са C++ рутинама у циљу убрзања израчунавања. Java код се такође може уградити.

Синтакса у програму MuPAD је заснована на језику Pascal и слична је оној коришћеној у рачунарском алгебарском систему Maple. Битна разлика која одваја ова два система је да MuPAD пружа подршку за објектно-оријентисано програмирање. Ово значи да сваки објекат „носи са собом“ методе које је дозвољено користити на њему самом. На пример, након дефинисања
```
  
A
 
:=
 
matrix
(
 
[[
1
,
2
]
,
[
3
,
4
]]
 
)

```

сви наведени изрази су ваљани и дају очекиван резултат:
```
  
A
+
A
,
 
-
A
,
 
2
*
A
,
 
A
*
A
,
 
A
^-
1
,
 
exp
(
 
A
 
)
,
 
A
.
A
,
 
A
^
0
,
 
0
*
A

```

где је A.A матрица повезана у ланац димензија 2×4, док су све остале, укључујући последње две, матрице димензија 2х2.  